# مارین هینکل
مارین هینکل (انگلیسی: Marin Hinkle؛ زادهٔ ۲۳ مارس ۱۹۶۶) یک هنرپیشه اهل ایالات متحده آمریکا است. وی از سال ۱۹۹۴ میلادی تاکنون مشغول فعالیت بوده‌است.

## فیلم‌ها
از آثار او می‌توان به فیلم‌های اشاره کرد:
- تابستان داکوتا
- چه اتفاقی افتاده؟
- دو مرد و نصفی
- قرنطینه
- تصورش کن
- فرکانس
- من سم هستم
- دوستان همراه پول
- اکس
- آبی تیره
- ریل‌ها و پیوندها